# Austin Warner
Austin "Jack" Warner (Río Claro, 29 de enero de 1943) es un político, empresario y profesor trinitense. 

## Biografía
Fue presidente de la Federación de Fútbol de Trinidad y Tobago, de la Unión Caribeña de Fútbol y de la Concacaf de 1990 a 2011. Nació el 26 de enero de 1943 en Río Claro, Trinidad y Tobago. Estudió en la Universidad de las Indias Occidentales. Fue además vicepresidente de FIFA. Es ministro de Trabajos y Transporte de Trinidad y Tobago desde el 28 de mayo de 2010 sucediendo a Colm Imbert y es miembro del Parlamento el distrito de Chaguanas West por el partido United National Congress. Fue profesor de historia, y es dueño del equipo Joe Public Football Club con base en Tunapuna, Trinidad and Tobago. Warner, ha actuado como primer ministro de Trinidad y Tobago cuando Kamla Persad-Bissessar está fuera del país. Warner fue miembro del Comité Ejecutivo de la FIFA desde 1983 hasta 2011, en que estuvo implicado en acusaciones de corrupción por Chuck Blazer, por lo que el 24 de mayo de ese año el Comité de Ética de la FIFA comenzó un procedimiento contra Warner que derivó en su suspensión provisional junto con Mohammed Bin Hammam. Actualmente, ambos están suspendidos de por vida para toda actividad deportiva relacionada con la FIFA.
El 3 de junio de 2015 se expide alerta roja por parte de la Interpol por cinco cargos en su contra: Conspiración de crimen organizado, Conspiración de fraude electrónico (2 cuentas), Fraude electrónico (2 cuentas), conspiración de lavado de dinero (2 cuentas) y blanqueo de capitales.